# Ätnajaure (Jokkmokks socken, Lappland)
Ätnajaure är en sjö i Jokkmokks kommun i Lappland och ingår i Råneälvens huvudavrinningsområde.